# Porovnání správců souborů
Následující tabulky srovnávají hlavní informace o některých správcích souborů.

## Základní informace
Základní informace o programu: název, domovská stránka, …
| Název                         | www stránka                                                                             | Zdarma                     | Softwarová licence | Poznámka                      |
| ----------------------------- | --------------------------------------------------------------------------------------- | -------------------------- | ------------------ | ----------------------------- |
| A43 File Manager              | https://web.archive.org/web/20090712040750/http://alterion.us/a43/                      | ano                        | proprietární       |                               |
| Altap Salamander              | http://www.altap.cz/altap_cz/                                                           | ano                        | proprietární       |                               |
| Beesoft Commander             | http://www.beesoft.org/ Archivováno 2. 6. 2009 na Wayback Machine.                      | ano                        | GPL                |                               |
| Calmira                       | http://calmira.de http://calmira.net                                                    | ano                        | GPL                |                               |
| Directory Opus                | http://www.gpsoft.com.au/                                                               | ne                         | proprietární       |                               |
| Dired                         | http://www.gnu.org/software/emacs/                                                      | ano                        | GPL                | Součást programu Emacs        |
| Disk Order                    | http://www.likemac.ru/                                                                  | ne                         | proprietární       |                               |
| Dolphin                       | https://web.archive.org/web/20071230063455/http://kde4.org/                             | ano                        | GPL                | Součást KDE 4                 |
| DOS Shell                     | ?                                                                                       | součást DOSu               | proprietární       |                               |
| Dos Navigator                 | http://www.ritlabs.com/en/products/dn/                                                  | ano                        | open source        |                               |
| Double Commander              | http://doublecmd.sourceforge.net/                                                       | ano                        | GPL                |                               |
| emelFM2                       | https://web.archive.org/web/20100408120819/http://emelfm2.net/                          | ano                        | GPL                |                               |
| F                             | http://filemanager.free.fr/                                                             | ano                        | ?                  |                               |
| FAR Manager                   | http://www.farmanager.com/                                                              | ano                        | open source        |                               |
| FileAnt                       | https://web.archive.org/web/20081222053349/http://www.fileant.com/                      | ano                        | proprietární       |                               |
| File Manager                  | ?                                                                                       | součást operačního systému | proprietární       | součást starých verzí Windows |
| Finder                        | http://www.apple.com/macosx/                                                            | součást Mac OS             | proprietární       |                               |
| ForkLift                      | http://www.binarynights.com/                                                            | ne                         | proprietární       | Mac OS X                      |
| FreeCommander                 | http://www.freecommander.com/                                                           | ano                        | proprietární       |                               |
| Gentoo file manager           | http://www.gentoo.org/                                                                  | ano                        | GPL                |                               |
| GNOME Commander               | http://www.nongnu.org/gcmd/                                                             | ano                        | GPL                |                               |
| KFM – Kae's File Manager      | https://web.archive.org/web/20071223071616/http://kfm.verens.com/                       | ano                        | BSD                |                               |
| Konqueror                     | http://www.kde.org/                                                                     | ano                        | GPL                | Součást KDE                   |
| Krusader                      | http://krusader.sourceforge.net/                                                        | ano                        | GPL                |                               |
| Magellan Explorer             | http://www.enriva.com/                                                                  | ne                         | proprietární       |                               |
| MC – Midnight Commander       | http://www.ibiblio.org/mc/                                                              | ano                        | GPL                |                               |
| muCommander                   | http://www.mucommander.com/                                                             | ano                        | GPL                | vyžaduje Javu                 |
| Nautilus                      | http://www.gnome.org/projects/nautilus/                                                 | ano                        | GPL                | součást Gnome                 |
| Nomad.NET                     | http://www.nomad-net.info/ Archivováno 4. 5. 2009 na Wayback Machine.                   | ano                        | proprietární       |                               |
| Norton Commander              | ?                                                                                       | ne?                        | proprietární       |                               |
| Path Finder                   | https://web.archive.org/web/20080106200927/http://www.cocoatech.com/pf4/                | ne                         | proprietární       |                               |
| PathMinder                    |                                                                                         | ne                         | proprietární       | určeno pro DOS                |
| PowerDesk                     | http://www.avanquest.com/                                                               | ne                         | proprietární       |                               |
| Průzkumník (Windows Explorer) | http://www.microsoft.com/                                                               | součást Windows            | proprietární       |                               |
| ROX-Filer                     | https://web.archive.org/web/20090619234011/http://roscidus.com/desktop/ROX-Filer        | ano                        | GPL                |                               |
| SpeedCommander                | http://www.speedproject.de                                                              | ne                         | proprietární       |                               |
| Thunar                        | https://web.archive.org/web/20080106231303/http://thunar.xfce.org/index.html            | ano                        | GPL                | součást Xfce                  |
| Total Commander               | http://www.ghisler.com/                                                                 | ne (shareware)             | proprietární       |                               |
| UltraExplorer                 | http://www.mustangpeak.net/ Archivováno 7. 2. 2009 na Wayback Machine.                  | ano                        | GPL                |                               |
| Unreal Commander              | http://x-diesel.com/                                                                    | ano                        | proprietární       |                               |
| Volkov Commander              | https://web.archive.org/web/20070929061041/http://www.egner-online.de/vc/en/intro.shtml | ?                          | proprietární       |                               |
| WinSCP                        | http://winscp.net/eng/                                                                  | ano                        | GPL                |                               |
| Worker                        | http://www.boomerangsworld.de/worker/                                                   | ano                        | GPL                |                               |
| Xfile                         | ?                                                                                       | ne                         | proprietární       |                               |
| xplorer2                      | http://zabkat.com/                                                                      | ne                         | proprietární       |                               |
| XYplorer                      | http://www.xyplorer.com/                                                                | ne                         | proprietární       |                               |
| ZTreeWin                      | http://www.ztree.com/                                                                   | ne                         | proprietární       |                               |
| Název                         | www stránka                                                                             | Zdarma                     | Softwarová licence | Poznámka                      |

Orientační ceny programů najdete na anglické Wikipedii.

## Podle operačních systémů

### Multiplatformní
| Název                    | DOS | Windows         | Mac OS X          | Linux | BSD  | UNIX | ostatní                   |
| ------------------------ | --- | --------------- | ----------------- | ----- | ---- | ---- | ------------------------- |
| Beesoft Commander        | ne  | ne              | ?                 | ano   | ano  | ano  |                           |
| Directory Opus           | ne  | ano             | ne                | ne    | ne   | ne   | Amiga – jen některé verze |
| Dired                    | ano | ano             | ano               | ano   | ano  | ano  |                           |
| Dolphin                  | ne  | ano             | ano               | ano   | ano  | ano  |                           |
| Dos Navigator            | ano | ano             | ne                | ne    | ne   | ne   | OS/2                      |
| Double Commander         |     | ano             | ano               | ano   | ano  |      |                           |
| emelFM2                  | ne  | ne              | ne                | ano   | ano  | ano  |                           |
| F                        | ?   | ano             | ne                | ano   | ano  | ano  | OS/2                      |
| File Commander           | ne  | ano             | ne                | ne    | ne   | ne   | OS/2                      |
| GNOME Commander          | ne  | ne              | ano               | ano   | ano  | ano  |                           |
| KFM – Kae's File Manager | ?   | ano             | ano               | ano   | ?    | ?    |                           |
| Konqueror                | ?   | ano             | ano               | ano   | ano  | ano  |                           |
| Krusader                 | ne  | ne              | vyžaduje X Window | ano   | ano  | ano  |                           |
| Midnight Commander       | ano | vyžaduje Cygwin | ano (terminál)    | ano   | ano  | ano  | například Amiga           |
| muCommander              | ne  | vyžaduje Javu   | Java              | Java  | Java | Java | například OS/2            |
| Nautilus                 | ne  | ne              | ano               | ano   | ano  | ano  |                           |
| ROX-Filer                | ne  | ?               | ?                 | ano   | ano  | ano  |                           |
| Thunar                   | ne  | ne              | ne                | ano   | ano  | ano  |                           |
| Volkov Commander         | ano | ano             | ne                | ne    | ne   | ne   |                           |
| ZTreeWin                 | ne  | ano             | ne                | ne    | ne   | ne   | OS/2                      |
| Název                    | DOS | Windows         | MAC OS X          | Linux | BSD  | UNIX | ostatní                   |

### Pouze Mac OS X
Například Disk Order, Finder, ForkLift, Macintosh Explorer, Path Finder, Xfile

### Pouze Windows
Například A43 File Manager, Altap Salamander, Directory Opus (některé verze fungují i v Amize), Explorer++, ExplorerXP, FAR Manager, File Commander, File Manager, FreeCommander, NexusFile, Nomad.NET, Průzkumník (Windows Explorer), SE-Explorer, SpeedCommander (včetně Windows 95), Total Commander (včetně Windows 95 a Windows Mobile), Unreal Commander, xplorer2, XYplorer, ZTreeWin

## Metody prohlížení

### Zobrazování ikony podle typu souboru
- Popis: Program u každého souboru zobrazí ikonu v závislosti na typu souboru. Touto vlastností se nemyslí vytváření náhledů dokumentů.
- Podporováno například v programech: Altap Salamander, Directory Opus, Dolphin, FreeCommander, Finder, KFM – Kae's File Manager, Konqueror, Krusader, Nautilus, Path Finder, Průzkumník (Windows Explorer), ROX-Filer, SpeedCommander, Total Commander, Thunar, xplorer2
- Není podporováno například v programech: Dos Navigator?, emelFM2, FAR Manager, GNOME Commander, Midnight Commander, Volkov Commander?, ZTreeWin

### Zobrazování seznamu souborů s možnosti třídění
- Podporováno například v programech: Altap Salamander, Directory Opus, Disk Order, Dolphin, emelFM2, FreeCommander, Finder, GNOME Commander, Konqueror, Krusader, Midnight Commander, Nautilus, Path Finder, Průzkumník (Windows Explorer), ROX-Filer, SpeedCommander, Total Commander, Thunar, xplorer2, ZTreeWin
- Není podporováno například v programech: Dos Navigator?, FAR Manager, KFM – Kae's File Manager, Volkov Commander?

### Víceúrovňové sloupcové zobrazování adresářů
- Popis: Po kliknutí se obsah adresáře zobrazí v novém sloupci. Obsah nadřazených adresářů zůstane proto stále zobrazen.
- Podporováno například v programech: Altap Salamander, Konqueror, Krusader, Path Finder, ROX-Filer, SpeedCommander, Total Commander, ZTreeWin

### Náhledy souborů
- Popis: Místo ikon zobrazí náhledy jednotlivých dokumentů (hlavně obrázků).
- Podporováno například v programech: Altap Salamander, Directory Opus, Dolphin, emelFM2 (vyžaduje plugin), FreeCommander, Finder, KFM – Kae's File Manager, Konqueror, Krusader, Nautilus, Path Finder, Průzkumník (Windows Explorer), ROX-Filer, SpeedCommander, Total Commander, Thunar, xplorer2
- Není podporováno například v programech: Dos Navigator?, FAR Manager, GNOME Commander, Midnight Commander, Volkov Commander?, ZTreeWin

### Detaily a náhledy dokumentů zároveň
- Podporováno například v programech: Directory Opus, Dolphin, KFM – Kae's File Manager, Konqueror, Nautilus, ROX-Filer, SpeedCommander, Total Commander, Thunar
- Není podporováno například v programech: Altap Salamander, Dos Navigator?, FAR Manager, GNOME Commander, Midnight Commander, Path Finder, Volkov Commander?
- Částečně podporováno například v programech: ZTreeWin
- V programu xplorer2 můžete podobnou vlastnost získat díky funkci funkce Mirrored Browsing

### Seskupování podobných souborů
- Podporováno například v programech: Directory Opus, FAR Manager, Finder, Path Finder, Průzkumník (Windows Explorer), SpeedCommander, Total Commander, xplorer2, ZTreeWin
- Není podporováno například v programech: Altap Salamander, emelFM2, GNOME Commander, KFM – Kae's File Manager, Krusader, Nautilus, Thunar, Volkov Commander
- Částečně podporováno například v programech: Konqueror
- Program ROX-Filer místo toho podporuje třídění podle typu souboru.

### Automatický typ zobrazení podle obsahu adresáře
- Popis: Program zjistí, který typ souborů v adresáři převažuje a podle toho zvolí způsob zobrazení souborů.
- Podporováno například v programech: Directory Opus, FAR Manager, Konqueror, Krusader, Průzkumník (Windows Explorer), xplorer2
- Není podporováno například v programech: Altap Salamander, emelFM2, GNOME Commander, KFM – Kae's File Manager, Nautilus, Path Finder, ROX-Filer, SpeedCommander, Total Commander, Volkov Commander, ZTreeWin

### Dva (a více) panelů
- Podporováno například v programech: Altap Salamander, Directory Opus, Disk Order, Dos Navigator, emelFM2, FAR Manager, FreeCommander, GNOME Commander, Krusader, Midnight Commander, muCommander, SpeedCommander, Total Commander, Volkov Commander, xplorer2, ZTreeWin
- Není podporováno například v programech: Finder, KFM – Kae's File Manager, Nautilus, Path Finder, Průzkumník (Windows Explorer)
- V programu 7-zip musíte podporu více panelů ručně zapnout v nastavení.
- Program Konqueror sice také umožňuje zobrazit více panelů, ale jiným způsobem, než ostatní správci souborů. Panel můžete rozdělit svisle nebo vodorovně na dva (a to i opakovaně), ale jednotlivé panely spolu moc nespolupracují (například nefunguje kopírování/přesun souborů pomocí kláves F5/F6, atd.).

### Oblíbené adresáře v panelu
- Podporováno například v programech: Directory Opus, FAR Manager, Konqueror, Nautilus, Path Finder, Průzkumník (Windows Explorer),ROX-Filer, SpeedCommander, Total Commander, Thunar, ZTreeWin
- Není podporováno například v programech: KFM – Kae's File Manager

### Záložky v panelu (taby)
- Podporováno například v programech: Directory Opus, Disk Order, FreeCommander, Konqueror, Krusader, Path Finder, Průzkumník (Windows Explorer) (vyžaduje plugin QT TabBar plugin), SpeedCommander, Total Commander, xplorer2
- Není podporováno například v programech: Altap Salamander, emelFM2, FAR Manager, GNOME Commander, KFM – Kae's File Manager, ZTreeWin
- Částečně podporováno například v programu Nautilus

### Shrnutí
Názvy vlastnosti v tabulce jsou zkráceny. Podrobnější vysvětlení jednotlivých pojmů najdete výše. Tabulka ukazuje vlastnosti programů ve výchozím nastavení bez instalace dodatečných programů, výjimkou jsou pouze položky obsahující slovo plugin.
| Název                         | Ikony | Seznam | Sloupcové procházení | Náhledy | Detaily + náhledy | Seskupování | Podle obsahu | Dva panely | Panel oblíbených | Taby     |
| ----------------------------- | ----- | ------ | -------------------- | ------- | ----------------- | ----------- | ------------ | ---------- | ---------------- | -------- |
| Altap Salamander              | ano   | ano    | ano                  | ano     | ne                | ne          | ne           | ano        | ?                | ne       |
| Directory Opus                | ano   | ano    | ne                   | ano     | ano               | ano         | ano          | ano        | ano              | ano      |
| Disk Order                    | ?     | ano    | ?                    | ?       | ?                 | ?           | ?            | ano        | ?                | ano      |
| Dos Navigator                 | ?     | ?      | ?                    | ?       | ?                 | ?           | ?            | ano        | ?                | ?        |
| Dolphin                       | ano   | ano    | ne                   | ano     | ano               | ?           | ?            | ?          | ?                | ?        |
| emelFM2                       | ne    | ano    | ne                   | plugin  | ?                 | ne          | ne           | ano        | ?                | ne       |
| FAR Manager                   | ne    | ne     | ne                   | ne      | ne                | ano         | ano          | ano        | ano              | ne       |
| FreeCommander                 | ano   | ano    | ?                    | ano     | ?                 | ?           | ?            | ano        | ?                | ano      |
| Finder                        | ano   | ano    | ano                  | ano     | ano               | ano         | Částečně     | Plugin     | ano              | ano      |
| GNOME Commander               | ne    | ano    | ne                   | ne      | ?                 | ne          | ne           | ano        | ?                | ne       |
| KFM – Kae's File Manager      | ano   | ne     | ne                   | ano     | ano               | ne          | ne           | ne         | ne               | ne       |
| Konqueror                     | ano   | ano    | ano                  | ano     | ano               | částečně    | ano          | odlišně    | ano              | ano      |
| Krusader                      | ano   | ano    | ano                  | ano     | ?                 | ne          | ano          | ano        | ano              | ano      |
| Midnight Commander            | ne    | ano    | ?                    | ?       | ne                | ?           | ?            | ano        | ?                | ?        |
| Nautilus                      | ano   | ano    | ne                   | ano     | ano               | ne          | ne           | ne         | ano              | částečně |
| Path Finder                   | ano   | ano    | ano                  | ano     | ne                | ano         | ne           | ne         | ano              | ano      |
| Průzkumník (Windows Explorer) | ano   | ano    | ne                   | ano     | ?                 | ano         | ano          | ne         | ano              | plugin   |
| ROX-Filer                     | ano   | ano    | ne                   | ano     | ano               | částečně    | ne           | ?          | ano              | ?        |
| SpeedCommander                | ano   | ano    | ne                   | ano     | ano               | ano         | ne           | ano        | ano              | ano      |
| Thunar                        | ano   | ano    | ?                    | ano     | ano               | ne          | ?            | ?          | ano              | ?        |
| Total Commander               | ano   | ano    | ano                  | ano     | ano               | ano         | ne           | ano        | ano              | ano      |
| Volkov Commander              | ?     | ?      | ?                    | ?       | ?                 | ?           | ?            | ano        | ?                | ?        |
| xplorer2                      | ano   | ano    | ne                   | ano     | Mirrored Browsing | ano         | ano          | ano        | ?                | ano      |
| ZTreeWin                      | ne    | ano    | ano                  | ne      | částečně          | ano         | ne           | ano        | ano              | ne       |
| Název                         | Ikony | Seznam | Sloupcové procházení | Náhledy | Detaily + náhledy | Seskupování | Podle obsahu | Dva panely | Panel oblíbených | Taby     |

## Podpora sítí
Tabulka obsahuje informace o možnostech práce se soubory na vzdálených počítačích/serverech. Programy, které obsahují podporu síťových programů přímo, jsou spíše výjimkou, většina se spoléhá se na externí knihovny a programy. Například programy Finder a Průzkumník (Windows Explorer) využívají pro přístup k síti operační systém, Konqueror využívá technologii KIO slave (součást KDE), a tak dále.
| Název                         | SMB (CIFS) * | WebDAV     | NFS *      | AFP | FTP        | FISH/SSH *        |
| ----------------------------- | ------------ | ---------- | ---------- | --- | ---------- | ----------------- |
| Altap Salamander              | ano          | ne         | ?          | ne  | ano        | ano               |
| Directory Opus                | ano          | ano        | ano        | ne  | ano        | dokoupit *        |
| Disk Order                    | ?            | ?          | ?          | ?   | ano        | ano (FTPS & SFTP) |
| Finder                        | ano          | ano        | ano        | ano | částečně   | ne                |
| GNOME Commander               | ano          | ne         | ano        | ne  | ano        | ?                 |
| FreeCommander                 | ano          | ?          | ?          | ?   | ne         | ?                 |
| Konqueror                     | ano          | ano        | ano        | ano | ano        | ano               |
| Krusader                      | ano          | ano        | ano        | ne  | ano        | ano               |
| Midnight Commander            | ano          | ne         | ano        | ne  | ano        | ano               |
| Nautilus                      | ano          | ano        | ano        | ne  | ano        | ano               |
| Path Finder                   | ano          | ano        | ano        | ano | čtení      | ne                |
| Průzkumník (Windows Explorer) | ano          | ano        | částečně * | ne  | ano        | ne                |
| SpeedCommander                | ano          | ?          | částečně * | ?   | ano        | ano               |
| Total Commander               | ano          | plugin     | částečně * | ?   | ano        | ano               |
| Ultimate Commander            | ano          | ?          | ?          | ?   | ano        | ?                 |
| xplorer2                      | ano          | ano *      | částečně * | ne  | ano        | ne                |
| ZTreeWin                      | ano          | částečně * | částečně * | ne  | částečně * | částečně *        |
| Název                         | SMB (CIFS) * | WebDAV     | NFS *      | AFP | FTP        | FISH/SSH *        |

Poznámky:
- SMB – Protokol je známý také pod laickými názvy „sdílení souborů a tiskáren v sítích Windows“, „sdílené složky Windows“ nebo „okolní počítače“
- NFS – Protokol pro sdílení souborů (podobně jako SMB), často je využíván v operačním systému Linux.
- SSH – Protokol, který umožňuje spouštět programy na vzdáleném počítači. Klade velký důraz na šifrování a bezpečnost. Je jej možné použít i pro přenos souborů přes síť.
- KFM (Kae's File Manager) a Rox-Filler – Podpora síťových protokolů závisí na operačním systému.
- Directory Opus – Podporu SSH je nutné dokoupit (dodatečná licence).
- SpeedCommander, Total Commander, Windows Explorer, xplorer2, ZTreeWin – Pro podporu protokolu NFS je nutné mít nainstalovaný software Services for UNIX.
- xplorer2 – Podporu protokolu WEBDav zajišťuje Microsoft Explorer's Network Places.
- ZTreeWin – Pro podporu protokolu WEBDav a FTP je nutné mít nainstalovaný software Netdrive nebo Webdrive. Pro podporu protokolu SSH je nutné mít nainstalovaný software SFTPdrive nebo Webdrive.

## Práce se soubory
| Název                         | Balení souborů                  | Šifrování                       | Přejmenování používaných souborů | Náhled souboru | Barevný filtr | Filtr pro výběr | Soubor do schránky | Info o dokumentech (ikony) | Práva | Hromadné přejmenování |
| ----------------------------- | ------------------------------- | ------------------------------- | -------------------------------- | -------------- | ------------- | --------------- | ------------------ | -------------------------- | ----- | --------------------- |
| Altap Salamander              | ano                             | ano                             | ?                                | ano            | ano           | vícenásobně     | ?                  | ano                        | ano   | ano                   |
| Directory Opus                | ano                             | částečně                        | částečně                         | ano            | ano           | ano             | ano                | ?                          | ?     | ano                   |
| Disk Order                    | ano                             | ?                               | ?                                | ano            | ?             | ?               | ?                  | ?                          | ?     | ?                     |
| Dolphin                       | ano                             | ?                               | ano                              | ano            | ?             | ?               | ne                 | ?                          | ?     | ?                     |
| emelFM2                       | ano                             | ano                             | ano                              | ne             | ?             | ano             | ne                 | ?                          | ano   | ?                     |
| FAR Manager                   | ?                               | ?                               | ?                                | ?              | ?             | ?               | ?                  | ?                          | ?     | ?                     |
| FreeCommander                 | ano                             | ?                               | ?                                | ano            | ?             | ?               | ?                  | ?                          | ?     | ?                     |
| Finder                        | ano                             | ano                             | ano                              | ano            | ?             | ?               | ne                 | ?                          | ?     | ne                    |
| GNOME Commander               | ano                             | ?                               | ?                                | ano            | ?             | ?               | ?                  | ?                          | ne    | ano                   |
| Konqueror                     | ano                             | ano                             | ano                              | ano            | ?             | ano             | částečně           | ?                          | ano   | ano*                  |
| Krusader                      | ano                             | ano                             | ano                              | ano            | ne            | ano             | ano                | ?                          | ano   | ano*                  |
| Nautilus                      | ano                             | ne                              | ano                              | ano            | ne            | ne              | částečně           | ne                         | ano   | ne                    |
| Path Finder                   | ano                             | ne*                             | ne                               | ano            | ne            | ano             | ne                 | ano                        | ne    | ne                    |
| Průzkumník (Windows Explorer) | ano                             | částečně*                       | ne                               | ano            | ?             | ?               | ano                | ?                          | ano*  | částečně              |
| ROX-Filer                     | Vyžaduje další pomocné programy | Vyžaduje další pomocné programy | ano                              | ano            | ne            | ano             | ne                 | ne                         | ne    | ano                   |
| SpeedCommander                | ano                             | ano                             | ano                              | ano            | ano           | ano             | ano                | ano                        | ano   | ano                   |
| Total Commander               | ano                             | ?                               | ano                              | ano            | ano           | ano             | ano                | ano                        | ?     | ano                   |
| xplorer2                      | ano                             | částečně*                       | částečně                         | ano            | ano           | ano             | ano                | ano                        | ano   | ano                   |
| ZTreeWin                      | ano                             | částečně*                       | ano                              | ano            | ano           | ano             | ne                 | ano                        | ne    | ano                   |
| Název                         | Balení souborů                  | Šifrování                       | Přejmenování používaných souborů | Náhled souboru | Barevný filtr | Filtr pro výběr | Soubor do schránky | Info o dokumentech (ikony) | Práva | Hromadné přejmenování |

Poznámky:
- Barevný filtr: Soubory, které splňují podmínky zadané uživatelem, jsou zobrazené jinou barvou.
- Práva (ACL – access control list): Práce s oprávněním k danému souboru/složce. Závisí na použitém operačním a souborovém systému.
- Konqueror a Krusader pro hromadné přejmenovávání vyžadují, aby byla nainstalována aplikace KRename.
- Path Finder zjevně využívá šifrovací utilitu Knox.
- Průzkumník (Windows Explorer) a xplorer2: Šifrování souborů ve Windows 2000 Professional, Windows XP Professional a Windows Server 2003 je vlastností souborového systému NTFS. Souborový správce umí pouze tuto vlastnost zapnout nebo vypnout.
- Průzkumník (Windows Explorer) a xplorer2: Obě aplikace umí změnit práva pomocí systémového dialogu system Vlastnosti souborů. Funguje to pouze na souborovém systému NTFS. V případě Průzkumníku až do Windows Server 2003 musela být tato vlastnost povolena ručně.
- ZTreeWin podporuje šifrování pouze pro ZIP a RAR archivy. Ostatní formáty jsou šifrovány pomocí editovatelného souboru ARCHIVER.BB2.

## Procházení adresářovou strukturou
| Název                         | Zabalené soubory jako adresář | Slideshow | Velikost adresářů | Porovnání adresářů | Synchronizace adresářů | Najdi zatímco píšu |
| ----------------------------- | ----------------------------- | --------- | ----------------- | ------------------ | ---------------------- | ------------------ |
| Altap Salamander              | ano                           | ne        | ano               | ano                | částečně               | ano                |
| Directory Opus                | ano                           | ano       | ano               | ano                | ano                    | ano                |
| Disk Order                    | ano                           | ?         | částečně          | ano                | ?                      | ?                  |
| Dos Navigator                 | ano                           | ?         | ano               | ano                | ?                      | ?                  |
| Dolphin                       | ne                            | ne        | ano               | ne                 | ne                     | ano                |
| emelFM2                       | ?                             | ne        | částečně          | ano                | ?                      | ano                |
| FAR Manager                   | ano                           | ne        | ano               | ano                | ne                     | ano                |
| File Commander                | ano                           | ne        | ano               | ano                | ne                     | ano                |
| Finder                        | ne                            | ano       | ano               | ne                 | ne                     | ano                |
| FreeCommander                 | ano                           | ?         | ano               | ano                | ano                    | ano                |
| GNOME Commander               | ne                            | ne        | ano               | ano                | ano                    | ano                |
| Konqueror                     | ano                           | ano       | plugin            | ?                  | ?                      | ano                |
| Krusader                      | ano                           | ne        | ano               | ano                | ano                    | ano                |
| Midnight Commander            | plugin                        | ?         | ano               | ano                | vyžaduje dva kroky     | ano                |
| Nautilus                      | ne                            | ne        | ano               | ne                 | ne                     | ano                |
| Nomad.NET                     | ano                           | ne        | ano               | ano                | ne                     | ano                |
| Path Finder                   | ne                            | ano       | částečně          | ne                 | ne                     | ano                |
| Průzkumník (Windows Explorer) | ano                           | ano       | ano               | ne                 | ano                    | ano                |
| ROX-Filer                     | ne                            | ne        | ano               | ne                 | ?                      | ano                |
| SpeedCommander                | ano                           | ne        | ano               | ano                | ano                    | ano                |
| Thunar                        | ne                            | ?         | ano               | ne                 | ne                     | ano                |
| Total Commander               | ano                           | plugin    | ano               | ano                | ano                    | ano                |
| UltraExplorer                 | ano                           | ne        | ano               | ne                 | ?                      | ano                |
| xplorer2                      | ano                           | ne        | ano               | ano                | ano                    | ano                |
| XYplorer                      | ne                            | ne        | ano               | ne                 | ne                     | ano                |
| ZTreeWin                      | ano                           | ne        | ano               | ano                | ne                     | ano                |
| Název                         | Zabalené soubory jako adresář | Slideshow | Velikost adresářů | Porovnání adresářů | Synchronizace adresářů | Najdi zatímco píšu |

## Vyhledávání
| Název                         | Jméno/obsah souboru | Základní metadata | Všechna metadata | Regulární výrazy | Více podmínek (boolean) | Fuzzy logika | Uložení výsledků | Opakované hledání * |
| ----------------------------- | ------------------- | ----------------- | ---------------- | ---------------- | ----------------------- | ------------ | ---------------- | ------------------- |
| Altap Salamander              | ano                 | ano               | ?                | ano              | ?                       | ?            | ano              | ano                 |
| Directory Opus                | ano                 | ano               | ano              | ano              | ano                     | ano          | ano              | ano                 |
| Disk Order                    | ano                 | ?                 | ?                | ?                | ?                       | ?            | ?                | ?                   |
| Dolphin                       | ano                 | ano               | ano              | ano              | ?                       | ?            | ?                | ?                   |
| emelFM2                       | ano                 | ano               | ano              | ano              | ?                       | ?            | částečně         | ?                   |
| FAR Manager                   | ano                 | ano               | ano              | ano              | ano                     | ano          | ano              | ano                 |
| File Commander                | ano                 | ano               | ne               | ne               | ano                     | ne           | ano              | ne                  |
| Finder                        | ano                 | ano               | ano              | ?                | ?                       | ?            | ano              | ?                   |
| FreeCommander                 | ano                 | ?                 | ?                | ?                | ?                       | ?            | ?                | ?                   |
| Konqueror                     | ano                 | ano               | ano              | ano              | ?                       | ?            | ?                | ?                   |
| Krusader                      | ano                 | ano               | ano              | ano              | ne                      | ne           | ano              | ano                 |
| Nautilus                      | ano                 | částečně          | částečně         | ?                | ?                       | ?            | ano              | ?                   |
| Nomad.NET                     | ano                 | ano               | ano              | ano              | ano                     | ?            | ano              | částečně            |
| Path Finder                   | ano                 | ano               | ano              | ne               | ne                      | ?            | ne               | ne                  |
| Průzkumník (Windows Explorer) | ano                 | ano               | ne               | ?                | ?                       | ?            | ano              | ano                 |
| ROX-Filer                     | ano                 | ano               | ano              | ano              | ?                       | ?            | ne               | ?                   |
| SpeedCommander                | ano                 | ano               | ano              | ano              | ano                     | ano          | ano              | ano                 |
| Total Commander               | ano                 | ano               | ano              | ano              | ano                     | ?            | ano              | částečně            |
| x-file                        | ano                 | ano               | ne               | ano              | ano                     | ne           | ano              | ano                 |
| xplorer2                      | ano                 | ano               | ano              | ano              | ano                     | ano          | ano              | ano                 |
| XYplorer                      | ano                 | ne                | ne               | ano              | ano                     | ano          | ano              | ano                 |
| ZTreeWin                      | ano                 | ano               | částečně         | částečně         | ano                     | ano          | ano              | ano                 |
| Název                         | Jméno/obsah souboru | Základní metadata | Všechna metadata | Regulární výrazy | Více podmínek (boolean) | Fuzzy logika | Uložení výsledků | Opakované hledání * |

- Pojmem opakované hledání se myslí, že program nabídne a) hledání jen ve mých výsledcích (podmnožina), b) přidání k mým výsledkům (sjednocení), c) odebrání z mých výsledků (minus).

## Rozšíření pomocí zásuvných modulů
| Název                         | Souborové systémy | Sloupce s atributy | Náhledy dokumentů | Indexování metadat | Podpora unicode | Změna vzhledu |
| ----------------------------- | ----------------- | ------------------ | ----------------- | ------------------ | --------------- | ------------- |
| Altap Salamander              | ano               | ne                 | ano               | ?                  | ne              | ne            |
| Directory Opus                | ano               | ano                | ano               | částečně           | ano             | ?             |
| Disk Order                    | ano               | ?                  | ?                 | ?                  | ?               | ?             |
| Dolphin                       | ano               | ano                | ano               | ano                | ano             | ?             |
| emelFM2                       | ?                 | ?                  | ?                 | ?                  | ?               | ?             |
| FAR Manager                   | ano               | ano                | ano               | částečně           | ano             | ne            |
| Finder                        | ano               | ne                 | ano               | ano                | ?               | částečně      |
| FreeCommander                 | ?                 | ?                  | ?                 | ?                  | ne              | ?             |
| Konqueror                     | ?                 | ?                  | ano               | ?                  | ?               | ?             |
| Krusader                      | ano               | ano                | ano               | částečně           | ?               | ?             |
| Midnight Commander            | ano               | ne                 | ne                | ne                 | ?               | ne            |
| Nautilus                      | ano               | ?                  | ano               | ?                  | ?               | ?             |
| Nomad.NET                     | ne                | ano                | ano               | ?                  | ano             | ano           |
| Path Finder                   | ?                 | ?                  | ?                 | ?                  | ?               | ?             |
| Průzkumník (Windows Explorer) | ano               | ano                | ano               | ano                | ano             | částečně      |
| ROX-Filer                     | ?                 | ne                 | ano               | ne                 | ?               | ?             |
| SpeedCommander                | ano               | ano                | ano               | ?                  | ano             | ne            |
| Total Commander               | ano               | ano                | ano               | ve vyhledávání     | částečně        | částečně      |
| xplorer2                      | ano               | ano                | ano               | ?                  | ano             | ?             |
| ZTreeWin                      | ano               | ne                 | ano               | ?                  | ano             | ne            |
| Název                         | Souborové systémy | Sloupce s atributy | Náhledy dokumentů | Indexování metadat | Podpora unicode | Změna vzhledu |